# Het kleine huis op de prairie

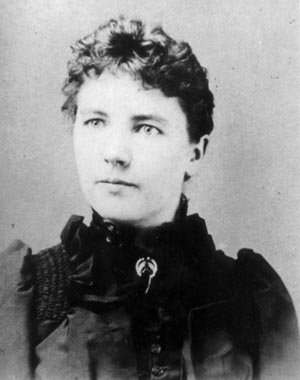
Laura Ingalls Wilder, de schrijfster van het boek

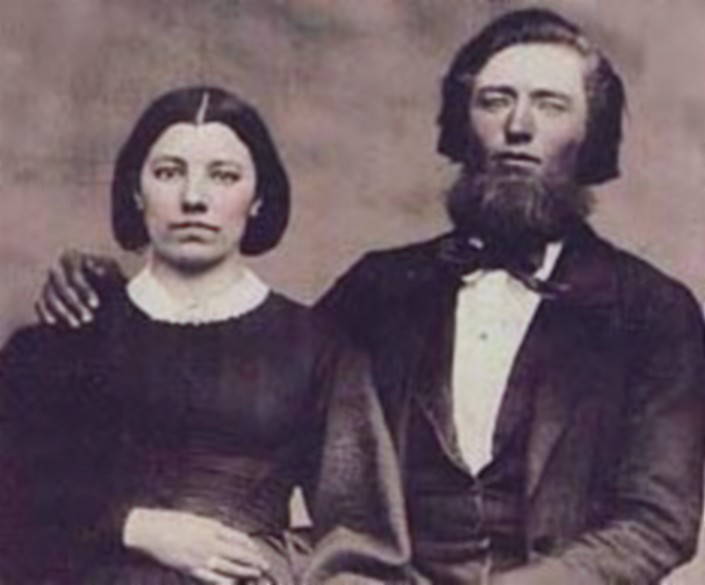
Caroline en Charles Ingalls, de ouders van Laura

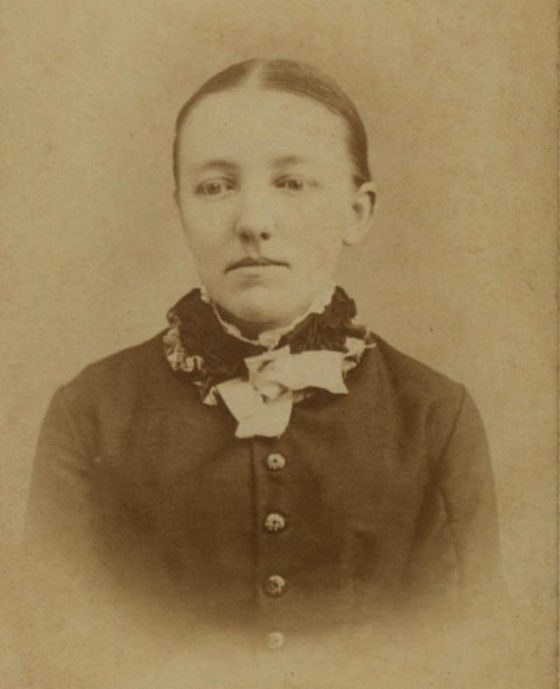
Mary Ingalls, Laura's oudste zus

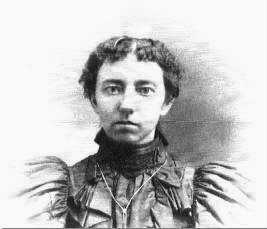
Carrie Ingalls

Het kleine huis op de prairie (Engels: Little House on the Prairie) (1935) is een kinderboek van de Amerikaanse schrijfster Laura Ingalls Wilder. Het is het derde deel in een serie van acht boeken over haar jeugd op de prairie in het Midden-Westen.  De naam wordt ook gebruikt voor de hele serie boeken, en de televisieseries, films en een stripverhaal die op de boeken zijn gebaseerd.

## Boeken
De Little House-serie is in de jaren 30 en 40 van de 20ste eeuw geschreven door Laura Ingalls Wilder (1867-1957) en gebaseerd op haar herinneringen aan haar jeugd in het Midden-Westen van de Verenigde Staten aan het eind van de 19e eeuw. 
- 1932 - Little House in the Big Woods. Nederlands: Het kleine huis in het grote bos
- 1933 - Farmer Boy. Nederlands: De Grote Hoeve
- 1935 - Little House on the Prairie.  Nederlands: Het kleine huis op de prairie
- 1937 - On the Banks of Plum Creek. Nederlands: Het kleine huis aan de rivier.
- 1939 - By the Shores of Silver Lake. Nederlands: Het huis aan het Zilvermeer
- 1940 - The Long Winter. Nederlands: De lange winter
- 1941 - Little Town on the Prairie. Nederlands: De kleine stad op de prairie
- 1943 - These Happy Golden Years. Nederlands: Een huis voor Laura

De boeken zijn geschreven in de derde persoon, waarbij Laura Ingalls het centrale karakter is. De boeken zijn autobiografisch. Wilders dochter en auteur Rose Wilder Lane hielp haar moeder bij het bewerken van de boeken.

## Televisieserie
Vanaf 1974 werd een los op de boeken gebaseerde televisieserie uitgezonden die uiteindelijk negen seizoenen en vier specials zou omvatten.

## Little-house-on-the-prairie-museum
De staat Kansas heeft dicht bij de plaats Independence het huis van de familie Ingalls uit Laura's kinderjaren als historische plek geopend voor bezoekers. Het is waar Het kleine huis op de prairie, de school en enkele andere gebouwen uit de serie staan.
De Smet in South Dakota heeft ook enkele historische plaatsen uit verschillende boeken bewaard. In De Smet woonde de familie Ingalls van 1879 tot 1894. Het door Charles Ingalls gebouwde huis bestaat nog steeds en is geopend voor publiek. Charles, Caroline, Mary, Grace en Carrie Ingalls zijn allen in De Smet begraven.